# Etowah (Arkansas)
Etowah é uma cidade  localizada no estado americano de Arkansas, no Condado de Mississippi.

## Demografia
Segundo o censo americano de 2000, a sua população era de 366 habitantes.
Em 2006, foi estimada uma população de 347, um decréscimo de 19 (-5.2%).

## Geografia
De acordo com o United States Census Bureau, a localidade tem uma área de 15,3 km², sem área coberta por água. Etowah localiza-se a aproximadamente 69 m acima do nível do mar.

## Localidades na vizinhança
O diagrama seguinte representa as localidades num raio de 24 km ao redor de Etowah.